# الون بيس
الون بيس هو مسلسل أنمي ياباني أنتج بواسطة ويت استديو وعرض على منصة نتفليكس في 2024. وهو مبني على سلسلة مانغا إييتشيرو أودا التي تحمل نفس الاسم. تتابع القصة مغامرات مونكي دي لوفي من الأزرق الشرقي، وهو صبي اكتسب جسده خصائص المطاط بعد أكل فاكهة الشيطان عن غير قصد. يستكشف لوفي مع طاقمه المكون من قراصنة، المسمى قراصنة قبعة القش، الغراند لاين بحثًا عن الكنز النهائي في العالم المعروف باسم "ون بيس" من أجل أن يصبح ملك القراصنة التالي.

## وصلات خارجية
- الون بيس على موقع IMDb (الإنجليزية)
- الون بيس على موقع قاعدة بيانات الفيلم (الإنجليزية)